# ベルギービール

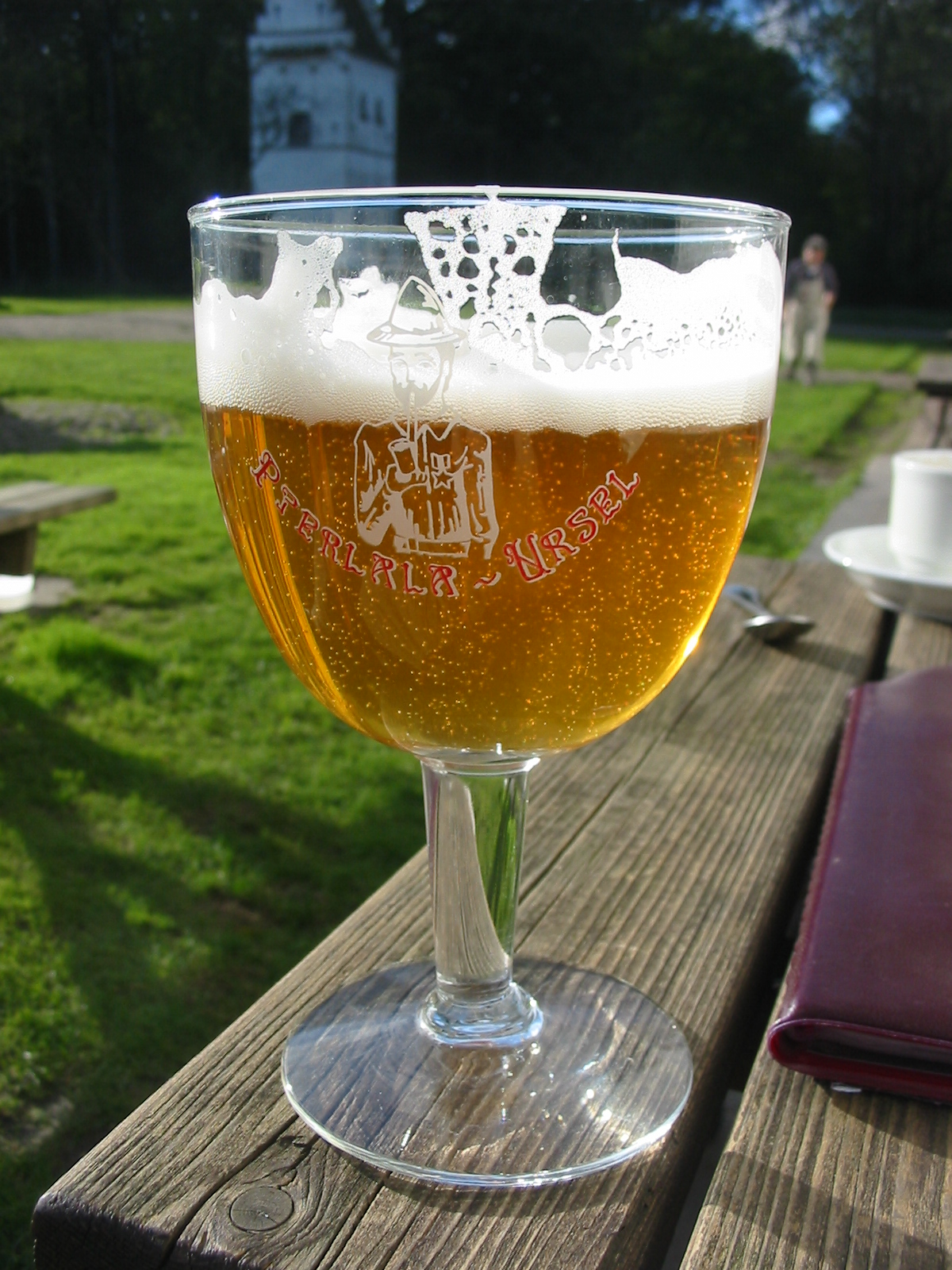
ベルギービール

ベルギービールは、ベルギーで生産されるビールの総称である。日本ではラガービール以外のバラエティに富んだビールを指して狭義の意味で使う場合が多い（後述）。1997年のデータによると、ベルギー国内に125の醸造所があり、銘柄数は、OEMや輸出用銘柄等のレーベル・ビールを含めて1053種類、そのうちオリジナル・ビールは780種類におよぶ。スタイル別にみた場合はオリジナル・ビールが1159種類でレーベル・ビールが388種類の合計1547種類である。ベルギーの人口に鑑みた場合、この数は多いと言える。

## 特徴
ベルギー国内においても、全消費量のうち70から75%を下面発酵のピルスナーが占めており、ピルスナーが主流と言えるが、上面発酵のエールと自然発酵のランビックの多様さが他国と比べて特異であるため、日本でベルギービールとよぶ場合はこの2種を特に指して使われる場合が多い。
それらは色、味、香りからアルコール度数に至るまで多様でバラエティに富んでおり、同じ味わいのビールはないと言われている。
アルコール度数が高いものの一部は、冬季にホットで味わうにも向く。その原料はビールの主な原料である大麦の他、小麦や砂糖、スパイス、ハーブ類も使用する。できあがったビールを再発酵させる場合もあり、その際にフルーツを加えたり、他のビールとのブレンドを行う手法もとる。
銘柄ごとにロゴや独自の形をした専用グラスが多い事も特徴の一つとしてあげられる。ベルギービールを味わうためには専用グラスが重要であり、グラスの違いで味わいに歴然の差がでると言われている。
ワインと同様にビールには熟成によって風味が変わるスタイルもあり、熟成はベルギービールの特徴のひとつである。ランビックでは醸造所内で数年の熟成を経て出荷される。また、オード・ブラインで有名なリーフマンス醸造所ではスチールのタンクでの6から8ヶ月の熟成を行った後に瓶内で3ヶ月以上のエイジングを経て出荷される。リーフマンス醸造所の醸造技術者はリーフマンスのビールが最高のバランスを得るためには3年から5年の熟成が必要と述べている。オルヴァルをはじめ、ベルギービールでは瓶詰めの際に少量の酵母と糖を入れて瓶内発酵を促すボトルコンディションを行うものも多い。
ベルギーは、国の北半分のフランデレン地域がオランダ語圏、南半分のワロン地域がフランス語圏に属し、東部のドイツ国境に接する一部の街ではドイツ語が用いられる多言語国家である。フランデレン地域のビールは一般に麦芽の風味やフルーティな香りが重視され、肉料理に合う傾向がある。対して、ワロン地域はスパイスの香りや軽い口当たりが特徴で、魚料理や野菜料理に合う。

## 歴史
紀元前58年のカエサルによるベルギカ地方遠征時には既に各地でビールが造られていたという記録がある。
ベルギーでは中世に修道院の修道士によって作られはじめたのが始まりとなっている。その後ジャン1世がビール作りを推奨したことも手伝い発展してきた。ビールの多様性を生んだ背景には、国の緯度が高く、ワインを作成するのに向く良質な葡萄がとれずワインは発達しなかったこと。また、19世紀に入るまで主流であった自然発酵製法（ランビック）に向く好条件が揃っていたこと。そして、ドイツやチェコほどの良質なホップがとれなかったこともあり、旧来のハーブやスパイス、フルーツを使用した醸造法が近年まで受け継がれていたこと等、様々な要因が挙げられる。
1946年に、ビール醸造家による名誉団体「ベルギービール騎士団(La Chevalerie du Fourquet des Brasseurs)」が組織された。
1957年にECの本部がベルギーのブリュッセルに置かれたことで、ベルギー外の人間にもベルギービールが知られはじめるようになる。1980年はじめに出版された書籍『The World Guide to Beer』を皮切りにマイケル・ジャクソンによってベルギービールは世界中に広められた。
1999年からは、毎年9月にベルギービール騎士団がビールの守護神聖アーノルドに捧げるミサや、グラン＝プラス広場で愛好家らがビールを楽しむ祭典「ベルギービールウィークエンド」が行われる。このイベントは、2010年から日本でも開催されている。
2016年にユネスコの無形文化遺産に登録された。

## 製法による分類
ビールは製法によってラガー、エール、ランビックの3種に大別される。

### ラガー
下面発酵で造られる。
大量生産に向き、20世紀以降では世界のビール生産の大部分を占める。ベルギー国内でも生産量の70%がラガーである。
ビールとしての特性は低温に冷やして飲まれ、なめらかな喉ごしが特徴。

### エール
上面発酵で造られる。
香味の豊かさが特徴。
飲む適温は常温から5℃程度。低温では香味が損なわれるため常温のまま飲まれる場合も多い。

### ランビック
ブリュッセルを中心とした半径10マイル程の地域でのみ作られる自然発酵のビール。
強い酸味が特徴のため、ブレンドやフルーツ等の添加により再発酵させる場合が多い。

## ビールの分類
様々な種類があるベルギービールの分類は不可能に近いといえる。識者によって様々な分類がなされているが、ベルギービールを世界に広めた第一人者、マイケル・ジャクソン（歌手のマイケルジャクソンとは別人）の分類方法に沿ったものを用いる場合が多い。マイケル・ジャクソンによる分類法は、色や味からなる分類と製造手法による分類をミックスしたものである。

### トラピストビール

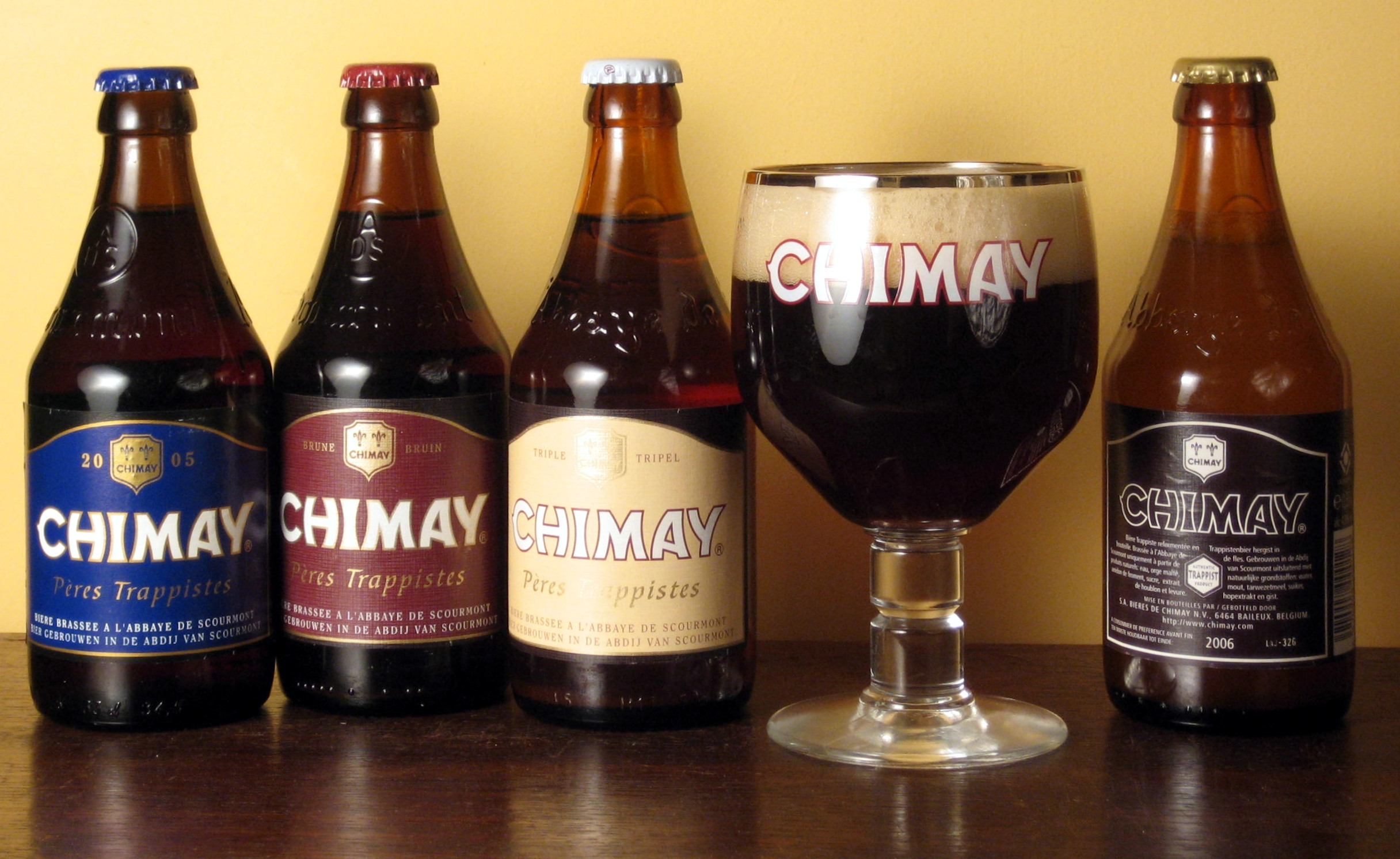
トラピストビール（Chimay）

修道院内部に醸造所を所有するトラピスト会修道院で作られているビールの呼称。濃色でアルコール度数が高いものが多い。トラピストビールを名乗るには条件があり、2016年4月現在は11箇所のみが称号を名乗ることが許されており、そのうちの6種類（以下参照）はベルギー国内で醸造されるビールである。専用グラスは専ら聖杯型である。
- オルヴァル（Orval）
- シメイ（Chimay）
- ロシュフォール（Rochefort）
- ウェストマール（Westmalle）
- ウェストフレテレン（Westvleteren）
- アヘル（Achel）

### アビイビール
別名は修道院ビール、アベイビール。かつてはトラピスト会以外の修道院でもビールの醸造は行われており、それら当時のレシピを元に民間で委託醸造されているビールの総称。傾向はトラピストビールに近い。著名な銘柄はレフ、マレッツ等。
1999年からはベルギー醸造者組合が、現存もしくは廃絶された修道院のライセンスにより生産するビールのみを認証アビイビールとしているが、非認証で独自のレシピにより醸造されるものもある。

### ホワイトビール
大麦に加え小麦または小麦麦芽を材料として作られたビール。苦さは控えめで爽やかな口当たりと、ほんのりした酸味の為め清涼感に富む。色は淡い黄色だが、たんぱく質や酵母のため若干の白濁が見られる。白濁を嫌う場合はたんぱく質の比較的少ない冬蒔き小麦を使う場合もある。主な銘柄はヒューガルデン・ホワイト、ヴェデット・エクストラホワイト。

### レッドビール
熟成時にオーク樽を使うビール。色は赤みの強い茶色。時に深紅とも表現される。甘酸っぱく爽やかな口当たりと芳香が特徴。著名な銘柄はローデンバッハ、デュシェス・ド・ブルゴーニュ。

### ブラウンビール
主にオースト＝フランデレン州で作られるビール。ブラウン・エールには様々なものがあるが、ベルギーで醸造されるものはオード・ブラインとも呼ばれる。茶色で香ばしさと複雑な味に特徴がある。瓶内発酵を他のボトルビールに比べ、長く行ってから出荷される物が多く、銘柄毎の味わいの差は大きい。著名な銘柄は、リーフマンス オード ブラウン、リーフマンス グーデンバンド。

### セゾンビール
ベルギー南部のワロン地方で主に作られ、春に製造、貯蔵し夏に出荷されるビール。夏場でも保存が利くようにホップが多く苦みの強い、ひき締まった味わいのものが多い。著名な銘柄はデュポン。

### ゴールデンエール
淡い金色のビール。口当たりがまろやかだがビールの味がくっきりと強いのが特徴。ワインの表現を借りると“ボディが強い”ビールである。著名な銘柄はデュベル（Duvel）、デリリウム・トレメンス、ギロチン (ビール)。

### ランビック
伝統的な自然発酵のビール。大麦麦芽と麦芽化していない小麦を使用する。酸化した古いホップを使用し、オーク樽で数年熟成させる。熟成まで1、2年かかる。苦みは控えめで強い酸味が特徴。そのため他のビールとブレンドやフルーツを加え再発酵させる場合が多い。著名な銘柄はベルビュー・クリーク、カンティヨン・グース、リンデマンス・グース、ブーン・グース。

### フルーツビール
フルーツを加えたビール。果汁を加えてから再発酵させたフルーツ・ランビックが有名だが、近年は手間のかからない、ホワイトビールに果汁をブレンドしたカクテルに近いものも増えている。
チェリー（クリーク）、木イチゴ（フランボワーズ）が多く、その他ではカシス、青リンゴ、バナナ、桃、苺、パッションフルーツ、ミックスとバラエティに富んでいる。

## ビアグラス
ベルギービールは、銘柄ごとにロゴの入った専用のグラスが用意されている。「泡立ちのコントロール」「香り立ちの強化」「ビールの液と泡がバランスよく口に入ること」などの要素から形状が決まる。甘味が特徴のビールには飲み口が外側に開いたチューリップ型、酸味のあるビールにはスニフターのようなバルーン型のグラスが適する。

## 日本での取り扱い
日本の酒税法で定められた原料（麦、ホップ、米、トウモロコシ、コウリャン、馬鈴薯、でんぷん、糖類またはカラメル）以外の材料を加えると発泡酒扱いになるため、日本に輸入されたベルギービールのほとんどが発泡酒に分類されることとなる。
清酒「白雪」で知られる小西酒造は、所在地の兵庫県伊丹市が1985年にハッセルト市と国際姉妹都市提携を結んだことを機にベルギービールの取扱いを開始した。1988年からはヒューガルデン・ホワイトの取扱いを開始し、社長の小西新太郎が日本人初の「ベルギービールの騎士」に認証されたが、2008年に製造元のインベブ社（2008年よりアンハイザー・ブッシュ・インベブ）は販売権をアサヒビールに移す決定をした。その後も小西酒造は他社のベルギービールを取り扱っている。
ユーラシア・トレーディング社は、独占販売権を締結したハーヒト醸造所をはじめ、ベルギーやイタリア、フィンランド、タイ王国のビールを取り扱う。2017年には、ベルギービールの輸入事業が評価され、在日ベルギー・ルクセンブルグ商工会議所主催の日本輸出大賞を受賞した。

## 注・出典
1. ↑  田村功（2002年）、29、31ページ。
2. 1 2  田村功（2002年）、29、30ページ
3. ↑  田村功（2002年）、35ページ
4. ↑  田村功（2002年）、37ページ
5. ↑  田村功（2002年）、50ページ
6. 1 2  田村功（2002年）、74ページ
7. ↑  田村功（2002年）、74、75ページ
8. ↑  田村功（2002年）、75、76ページ
9. ↑  “大使のよもやま話 第5回 ベルギーの歴史、多言語国家の苦悩”.  在ベルギー日本国大使館 (2013年1月4日). 2023年11月21日閲覧。
10. ↑  田村功（2013年）、18、19ページ
11. ↑  田村功（2002年）、16ページ
12. ↑  “La Chevalerie du Fourquet des Brasseurs” (フランス語).   BELGIAN BREWERS. 2022年5月30日閲覧。
13. ↑  田村功（2002年）、17ページ
14. ↑  田村功（2002年）、18、19ページ
15. ↑  “ベルギービール・ウィークエンド東京まであと10日”.   日本ビアジャーナリスト協会 (2010年9月1日). 2022年5月22日閲覧。
16. ↑  “ベルギービール文化遺産に　小国で1500種生産　「ビールのＷ杯で優勝したようなもの」と政府担当官”.  産経ニュース (2016年12月1日). 2016年12月1日閲覧。
Beer culture in Belgium Intangible Heritage　UNESCO
17. ↑  田村功（2013年）、64 - 69ページ
18. ↑  “KONISHI BEER”.   小西酒造. 2023年11月24日閲覧。
19. ↑  “世界一のビール会社はベルギーのABインベフ　M&Aで急拡大、CEOはドライなブラジル人”. 朝日新聞GLOBE+. (2014年6月15日) 2023年11月24日閲覧。
20. ↑  小西ベルギービール
21. ↑  “ユーラシア・トレーディング株式会社が日本輸出大賞2017を受賞”. 日本ビアジャーナリスト協会. (2017年12月19日) 2023年11月23日閲覧。